# Compuestos de americio
Los compuestos de americio son compuestos que contienen el elemento americio (Am). Estos compuestos pueden formarse en los estados de oxidación +2, +3 y +4, aunque el estado de oxidación +3 es el más común. También se han descrito los estados de oxidación +5, +6 y +7.

## Óxidos
Se conocen tres óxidos de americio, con los estados de oxidación +2 (AmO), +3 (Am2O3) y +4 (AmO2). El óxido de americio (II) se ha preparado en cantidades ínfimas y no se ha caracterizado en detalle.El óxido de americio (III) es un sólido de color rojo-marrón con un punto de fusión de 2205 °C. El óxido de americio (IV) es la principal forma de americio sólido que se utiliza en casi todas sus aplicaciones. Como la mayoría de los demás dióxidos de actínidos, es un sólido negro con una estructura cristalina cúbica (fluorita).
El oxalato de americio(III), secado al vacío a temperatura ambiente, tiene la fórmula química Am2(C2O4)3-7H2O. Al calentarlo al vacío, pierde agua a 240 °C y comienza a descomponerse en AmO2 a 300 °C, la descomposición se completa a unos 470 °C. El oxalato inicial se disuelve en ácido nítrico con una solubilidad máxima de 0,25 g/L.

## Haluros
Los haluros de americio se conocen por los estados de oxidación +2, +3 y +4,donde el +3 es el más estable, especialmente en soluciones.
| Estado de oxidación | F                                          | CL                                   | hermano                                        | I                                            |
| ------------------- | ------------------------------------------ | ------------------------------------ | ---------------------------------------------- | -------------------------------------------- |
| +4                  | Fluoruro de americio(IV) AmF 4 rosa pálido |                                      |                                                |                                              |
| +3                  | Fluoruro de americio(III) AmF 3 rosa       | Cloruro de americio(III) AmCl 3 rosa | Bromuro de americio(III) AmBr 3 amarillo claro | Yoduro de americio(III) AmI 3 amarillo claro |
| +2                  |                                            | Cloruro de americio(II) AmCl 2 negro | Bromuro de americio(II) AmBr 2 negro           | Yoduro de americio(II) AmI 2 negro           |

La reducción de compuestos de Am(III) con amalgama de sodio produce sales de Am(II): los haluros negros AmCl
2, AmBr
2 y AmI
2. Son muy sensibles al oxígeno y se oxidan en agua, liberando hidrógeno y volviendo al estado Am(III). Las constantes de red específicas son:
- Ortorrómbico AmCl
2: a = 896.3 ± 0.8 pm, b = 757.3 ± 0.8 pm y c = 453.2 ± 0.6 pm
- Tetragonal AmBr
2: a = 1159.2 ± 0.4 pm y c = 712.1 ± 0.3 pm.[8] También se pueden preparar haciendo reaccionar americio metálico con un haluro de mercurio apropiado HgX
2, donde X = Cl, Br o I:[9]

Am + HgX
2 (haluro de mercurio) → AmX
2 + Hg (a 400–500 °C)
El fluoruro de americio (III) (AmF
3) es poco soluble y precipita tras la reacción de Am+
3 y iones fluoruro en soluciones ácidas débiles:
Am+
3 + 3F−
 → AmF
3↓
El fluoruro de americio (IV) tetravalente (AmF
4) se obtiene haciendo reaccionar fluoruro de americio (III) sólido con flúor molecular:
2AmF
3 + F
2 → 2AmF
4
Otra forma conocida de fluoruro de americio tetravalente sólido es KAmF
5.También se ha observado americio tetravalente en la fase acuosa. Para ello, se disolvió Am(OH)
4 negro en 15-M NH
4F con una concentración de americio de 0,01 M. La solución rojiza resultante tenía un espectro de absorción óptica característico que es similar al de AmF
4 pero difiere de otros estados de oxidación del americio. Calentar la solución de Am(IV) a 90 °C no resulta en su desproporción o reducción, sin embargo, se observa una reducción lenta a Am(III) y se atribuye a la autoirradiación del americio por partículas alfa.
La mayoría de los haluros de americio (III) forman cristales hexagonales con una ligera variación de color y estructura exacta entre los halógenos. Entonces, el cloruro (AmCl
3) es rojizo y tiene una estructura isotípica del cloruro de uranio (III) (grupo espacial P63/m) y un punto de fusión de 715 °C. El fluoruro es isotípico de LaF
3 (grupo espacial P63/mmc) y el yoduro de BiI
3 ( grupo espacial R3). El bromuro es una excepción con la estructura de tipo ortorrómbico PuBr
3 y el grupo espacial Cmcm. Los cristales de cloruro de americio hexahidratado (AmCl
3·6H2O) se pueden preparar disolviendo dióxido de americio en ácido clorhídrico y evaporando el líquido. Esos cristales son higroscópicos y tienen un color amarillo rojizo y una estructura cristalina monoclinica.
Oxihaluros de americio en la forma AmVI
O
2X
2, AmV
O
2X, AmIV
OX
2 y  AmIII
OX se puede obtener haciendo reaccionar el haluro de americio correspondiente con oxígeno o Sb
2O
3, y el AmOCl también puede producirse por hidrólisis en fase vapor:
AmCl
3 + H
2O → AmOCl + 2HCl

## Otros compuestos inorgánicos

### Hidróxido
El único hidróxido de americio conocido es Am(OH)3, que es el primer compuesto de americio, descubierto en 1944 como parte del proyecto Manhattan. El hidróxido de americio es un sólido rosadoque es escasamente soluble en agua.
Debido a la autoirradiación, la estructura cristalina del 241Am(OH)3 se descompone en un plazo de 4 a 6 meses (el 241Am tiene una vida media de 432,2 años); para el 244Cm(OH)3 el mismo proceso dura menos de un día (el 244Cm tiene una vida media de 18,11 años).
Cuando se burbujea ozono a través de una suspensión de hidróxido de americio (III) en bicarbonato de potasio 0,03 M a 92 °C, se puede obtener KAmO2CO3 hexagonal (carbonato de dioxoamericio (V) de potasio). También se puede utilizar carbonato de potasio. El KAmO2CO3 resultante reacciona con ácidos diluidos para producir dióxido de americio:
    O3 + Am(OH)3 + KHCO3 + H2O → KAmO2CO3 + 3H2O + O2

### Calcogenuros y pnictidas
Los calcogenuros conocidos de americio incluyen el sulfuro AmS
2, seleniuros AmSe
2 y Am
3Se
4, y telururos Am
2Te
3 y AmTe
2. Las pnictidas del americio (243Am) del tipo AmX son conocidas por los elementos fósforo, arsénico, antimonio y bismuto. Cristalizan en la red de la sal de roca.

### Siliciuros y boruros
El  siliciuro de americio (AmSi) y el "disiliciuro" (nominalmente AmSi
x, con 1,87 < x < 2,0) se obtuvieron mediante reducción de fluoruro de americio (III) con  elemental silicio en vacío a 1050 °C (AmSi) y 1150−1200 °C (AmSi
x). El AmSi es un sólido negro isomorfo con LaSi, tiene una simetría de cristal ortorrómbica. AmSi
x tiene un brillo plateado brillante y una red cristalina tetragonal (grupo espacial I41/amd), es isomorfo con PuSi
2 y ThSi
2. Los boruros de americio incluyen AmB
4 y AmB
6. El tetraboruro se puede obtener calentando un óxido o haluro de americio con diboruro de magnesio al vacío o en una atmósfera inerte.

### Compuestos organoamericios
Estructura prevista del ameroceno, (η8-C8H8)2Am
De forma análoga al uranoceno, el americio forma el compuesto organometálico ameroceno con dos ligandos ciclooctatetraeno, con la fórmula química (η8-C8H8)2Am,pero hasta la fecha sigue siendo hipotético. Se puede preparar un complejo aniónico KAm(COT)2 haciendo reaccionar K2COT y AmI3 en THF.También se conoce un complejo de ciclopentadienilo que probablemente sea estequiométricamente AmCp3.
La formación de complejos del tipo Am(n-C3H7-BTP)3, donde BTP significa 2,6-di(1,2,4-triazin-3-il)piridina, en soluciones que contienen iones n-C3H7-BTP- y Am+
3 se ha confirmado mediante EXAFS. Algunos de estos complejos de tipo BTP interaccionan selectivamente con el americio y, por tanto, son útiles en su separación selectiva de los lantánidos y otros actínidos.